# Nepinnotheres atrinicola
Nepinnotheres atrinicola is een krabbensoort uit de familie van de Pinnotheridae. De wetenschappelijke naam van de soort is voor het eerst geldig gepubliceerd in 1983 door Page.